# Белый мост (Вильнюс)
Бе́лый мост (лит. Baltasis tiltas) — пешеходный металлический балочный мост через реку Нярис в Вильнюсе, Литва. Соединяет Науяместис и Шнипишкес, расположенным на правом берегу.

## Расположение
Расположен в створе улицы Ю. Тумо-Вайжганто, соединяя её с улицей Упес.
Выше по течению находится Зелёный мост, ниже — мост Железного волка.

## История
Проект моста разработан петербургским институтом «Трансмостпроект». Автор проекта — архитектор А. Насвитис (совместно с Й. Фишерисом). Строительство осуществляла компания UAB „Viadukas“. Открытие моста состоялось 25 октября 1996 года. Высота моста над уровнем воды — 11,4 м. Длина моста составляет 240 м, ширина — 6 м.

## Фотографии

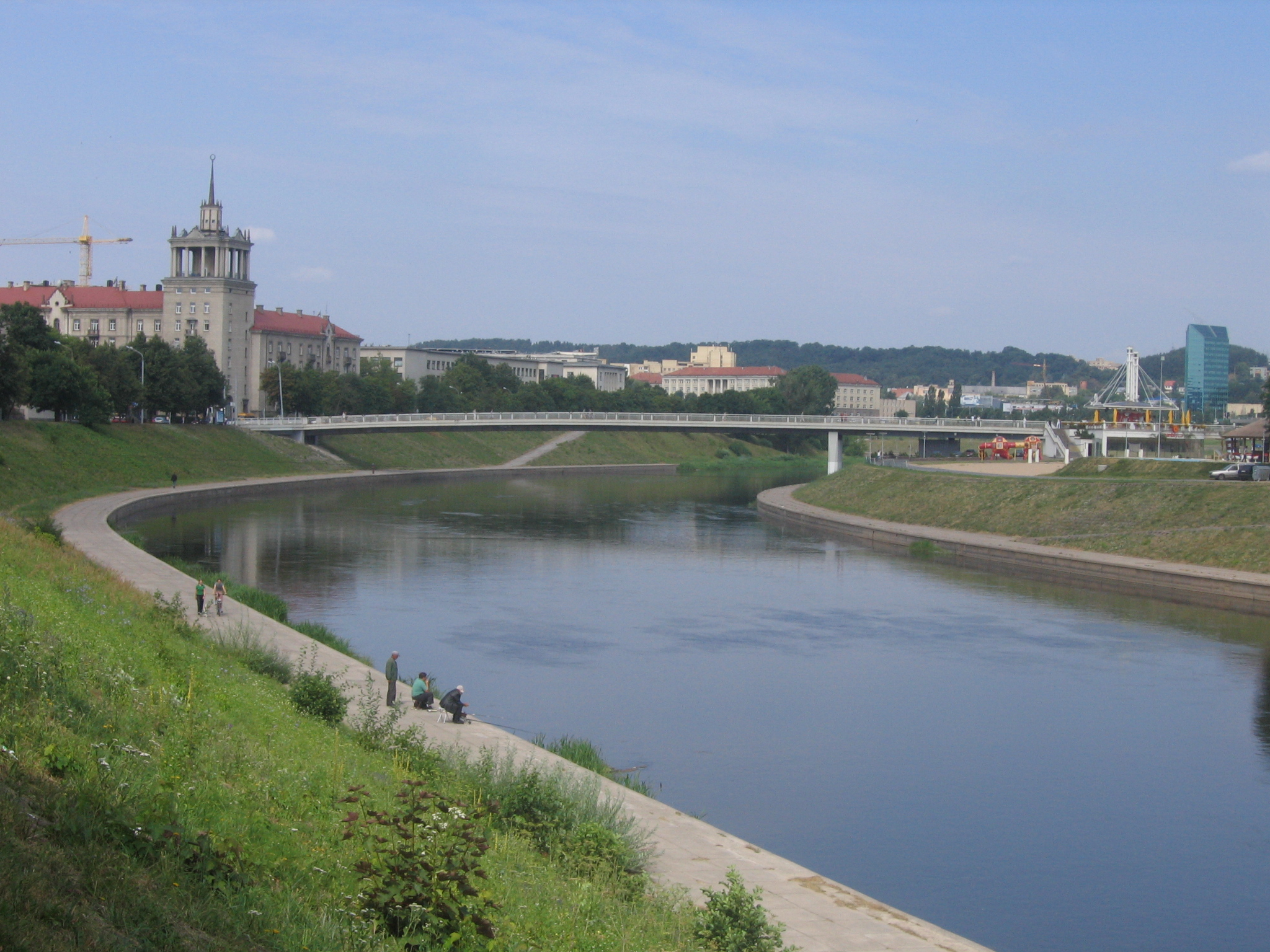
Вид с левого берега (2005)
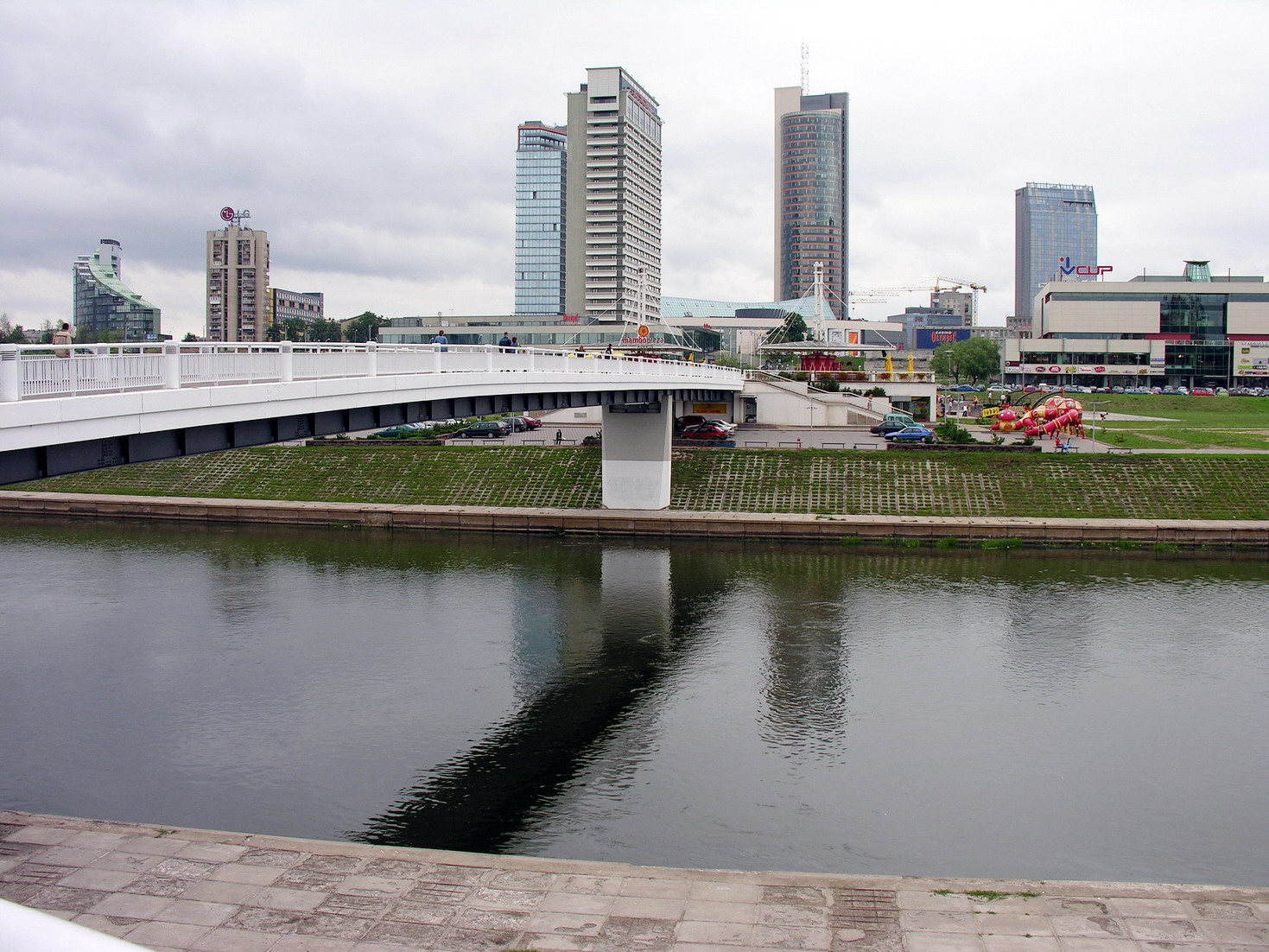
Вид с левого берега (2006)
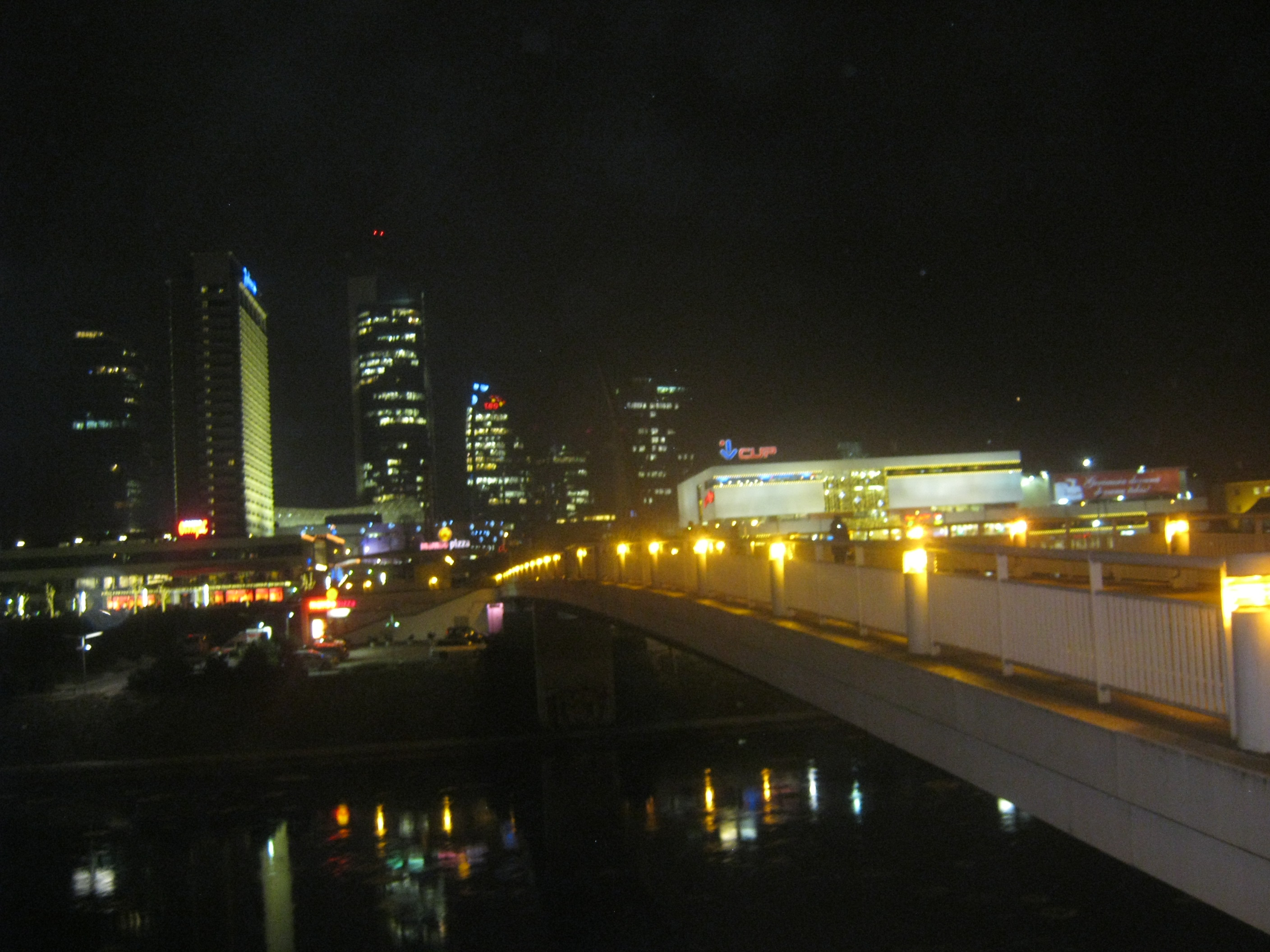
Мост ночью (2013)
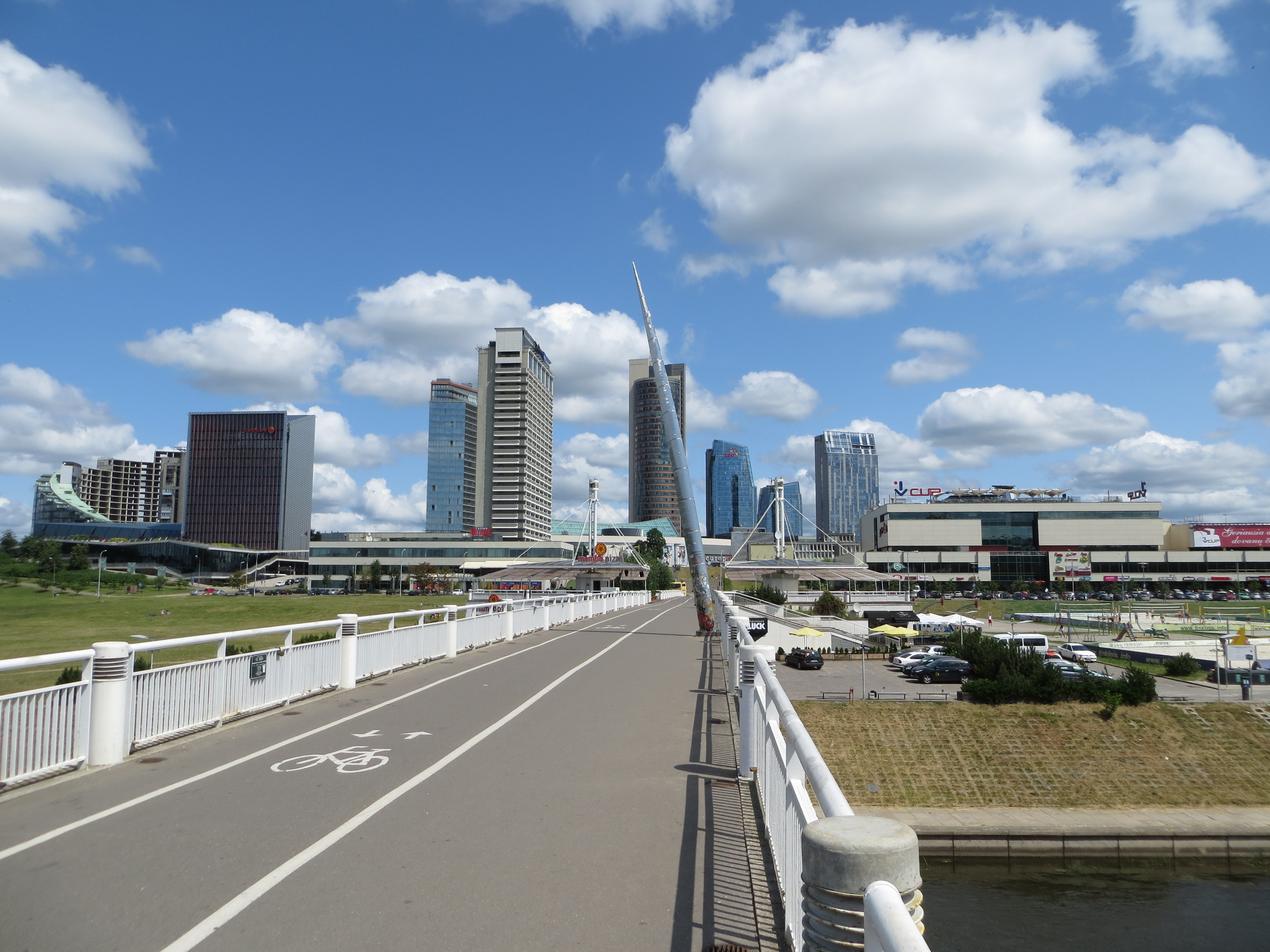
На мосту — скульптура К. Вилджюнаса[лит.] «Луч-копьё»
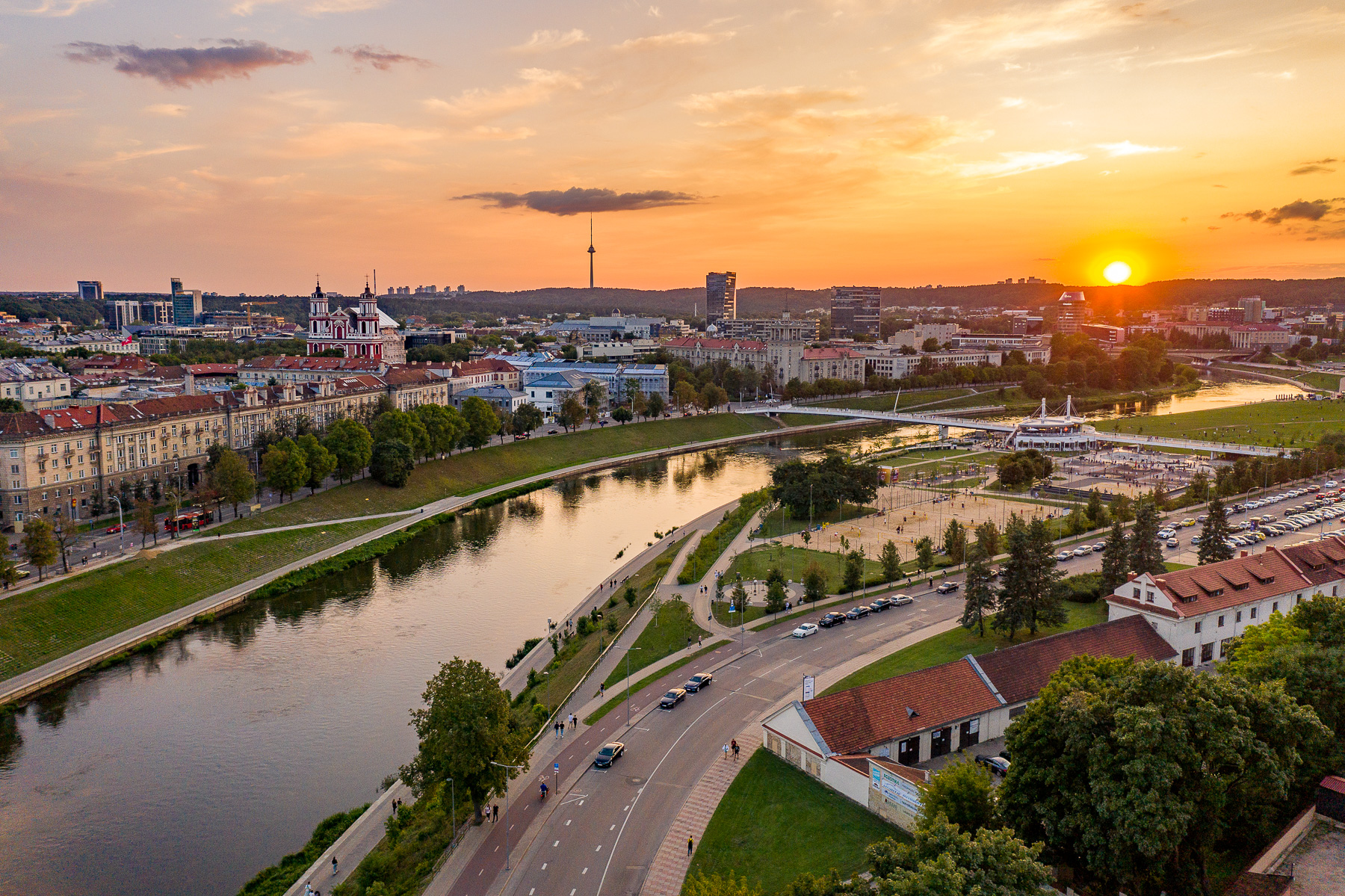
Вид с правого берега на закате (2023)